# Grand Orient de France
Vous lisez un « bon article » labellisé en 2015.
Pour les articles homonymes, voir GO.

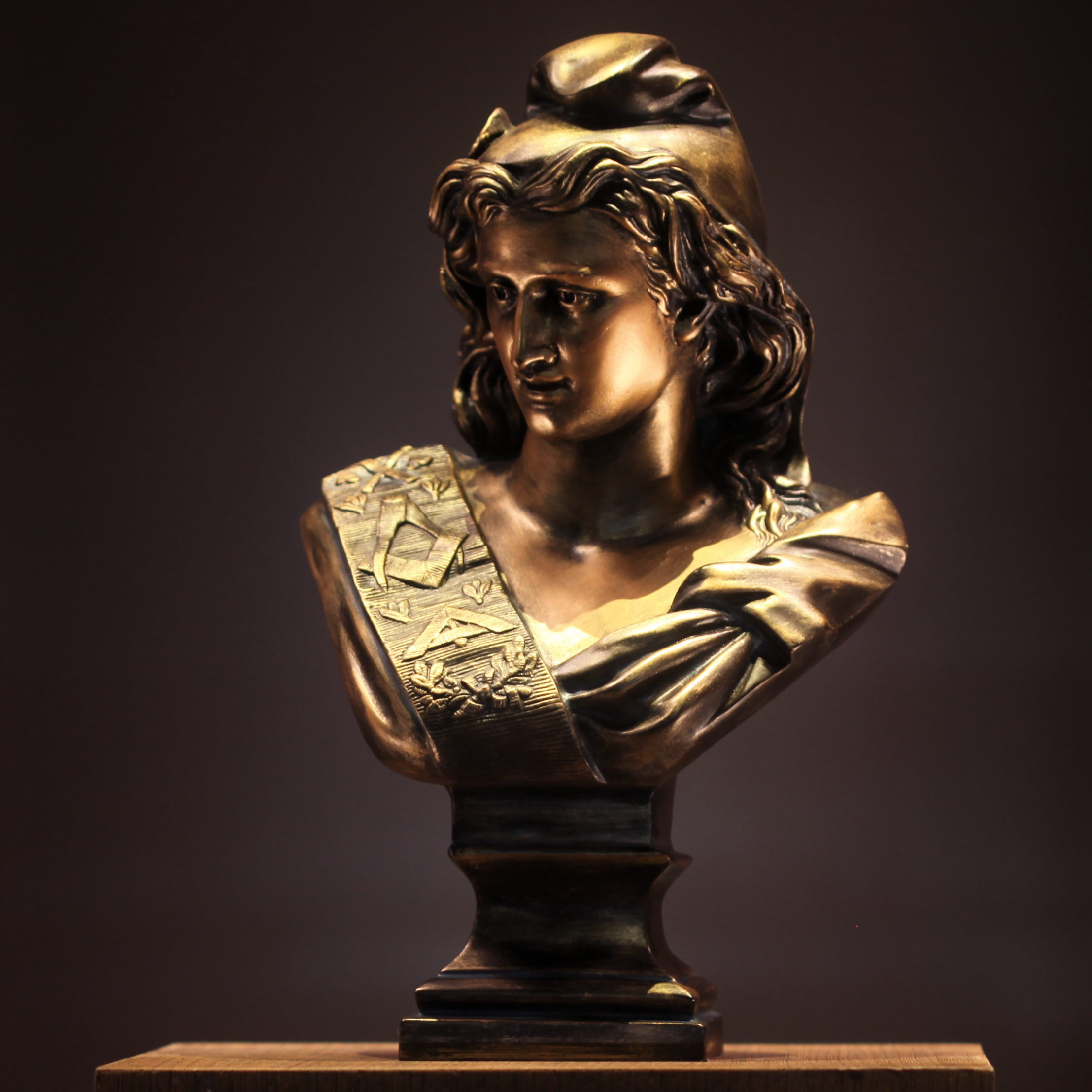
Jacques France (1879), Marianne maçonnique.

Sceau du Grand Chapitre général du GODF - Rite français.

Le Grand Orient de France (abrégé en GOF, GODF ou simplement GO) est la plus ancienne obédience maçonnique française et la plus importante d'Europe continentale. Il est né en 1773 d'une profonde transformation de la première Grande Loge de France. Ce renouvellement débouche sur des traits spécifiques qu'il imprime à la maçonnerie française, rendant celle-ci singulière, notamment au vu des autres maçonneries européennes. En 2014, la majorité de ces différences perdurent encore en son sein.
L'évolution de l'obédience se fait au travers de l’histoire politique et sociale de la France. Investi par le milieu politique sous le Premier Empire, accusé par l’Abbé Augustin Barruel et les milieux contre-révolutionnaires de conspiration ayant abouti à la révolution, le Grand Orient développe au fil de son évolution un engagement humaniste et politique. En 1877, le Grand Orient supprime l'obligation pour ses membres de se référer à « l'existence de Dieu » et à « l'immortalité de l'âme ». Dès lors, il est qualifié d'obédience dite « libérale » ou « adogmatique », qui adopte pour principe la « liberté absolue de conscience », n’imposant aucune croyance ou religion à ses membres. En cela, il se distingue des obédiences de la branche anglo-saxonne qui enjoint le respect de préceptes dits « de régularité » édictés par la Grande Loge unie d'Angleterre en 1929, impliquant notamment la croyance en Dieu et en sa Volonté révélée ainsi que l'abstention de sujets politiques ou religieux en loge.
Profondément impliqué dans la vie publique et politique sous la IIIe République, il est dissout au même titre que l'ensemble de la franc-maçonnerie française lors de la Seconde Guerre mondiale par le régime de Vichy. Le Grand Orient peine au sortir de la guerre à rebâtir ses effectifs et s’éloigne de l'action politique directe afin de privilégier la réflexion philosophique et sociétale. Fondateur du CLIPSAS, association regroupant les obédiences adogmatiques autour du globe, il est — avec plus de 52 000 membres répartis dans plus de 1 400 loges — la première obédience adogmatique d'Europe. Depuis 2010, il laisse à ses loges la liberté d'initier ses membres sans distinction de sexe.
Puissance symbolique souveraine (ses membres sont également des « initiés »), son rite officiel est le Rite français consubstantiel à la création de l'obédience, celle-ci intègre au cours de son histoire et au gré de leurs apparitions la plupart des rites maçonniques pratiqués de nos jours. Imprégné de culture orale, le GODF n'en est pas moins une institution de droit régie par la loi de 1901 et par des règles écrites fondées sur le suffrage universel, principe démocratique qui s'exerce sur toutes ses structures. La devise, Liberté, Égalité, Fraternité, qu'il adopte en 1848 fait suite aux pages de son histoire et se confond volontairement avec celle de la République française.

## Histoire

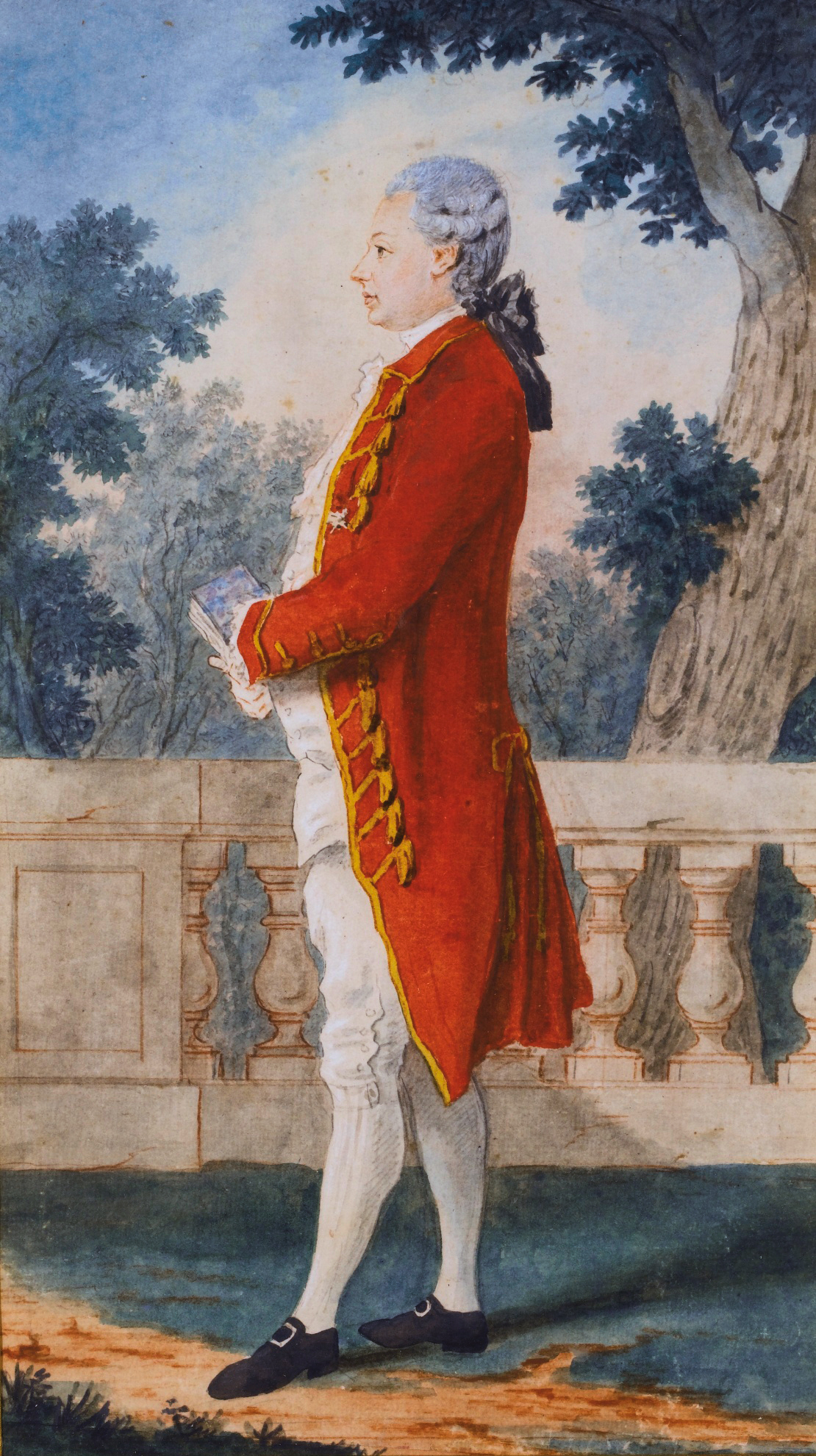
Anne Charles Sigismond de Montmorency-Luxembourg.

Le Grand Orient de France est né en 1773 d'une profonde transformation de la première Grande Loge de France, fondée le 24 juin 1738,. C'est à la suite de la mort le 16 juin 1771 de son dernier grand maître Louis de Bourbon-Condé, comte de Clermont-en-Argonne, que débute cette transformation.
Cette fondation fait suite à une dizaine d'années de dissensions et de scissions au cours desquelles les dérives maçonniques ponctuent l’extension d'un « maquis touffu » de hauts grades dont les créations se multiplient depuis plus de trente ans et servent surtout à l'obtention de privilèges dans une société civile où le rang et l'autorité découlent du titre. La mort du Comte de Clermont met également fin au pouvoir de son substitut général Chaillon de Jonville et permet l'accession du duc Anne Charles Sigismond de Montmorency-Luxembourg au poste d'administrateur général lors des assemblées des 21 et 24 juin 1771. Dès lors, celui-ci a pour condition préalable, la fin des divisions dans la maçonnerie du royaume et, fait notable à cette époque, pour la première fois le substitut, qui est le véritable administrateur de l'ordre, est élu par l'assemblée et non nommé par la seule volonté du grand maître. Sous son administration, il se constitue une obédience véritablement nationale, majoritaire, fortement centralisée, qui confie sa grande maîtrise à Louis-Philippe d'Orléans, solennellement installé le 22 octobre 1773. La grande maîtrise dont il est titulaire, organisée comme une « brillante sinécure », permet à Montmorency-Luxembourg de se trouver de facto grand maître de la Grande Loge reconstituée, situation qu'il met à profit afin d'imprimer à la maçonnerie française des traits spécifiques qui la différenciera des autres maçonneries européennes. La majorité de ces caractères perdurent encore au sein du Grand Orient.

### Débuts du Grand Orient
Le 24 mai 1773, l'assemblée générale adopte le chapitre premier des nouveaux statuts et décide de créer un « Grand Orient de France ». Cette assemblée met en œuvre plusieurs changements majeurs dont le plus important est l'élection des vénérables maîtres de loge, mettant fin à l'inamovibilité de ceux-ci en précisant que : « le Grand Orient de France ne reconnaîtra désormais pour Vénérable de loge que le Maître élevé à cette dignité par le choix libre des membres de la loge ». Ce premier chapitre officialise également la représentation du Grand Orient par les « députés de loge (bleue) tant de Paris que des Provinces » lors des assemblées générales, affirmant pour la première fois une démocratie participative au niveau national et déniant de la sorte, à tous organismes de « hauts grades » le droit de s’immiscer dans les affaires de l’obédience.
La dernière assemblée générale de « l'authentique Grande Loge de France » se tient le 2 octobre 1773 et valide l'installation solennelle de Philippe d’Orléans comme grand maître le 22 octobre 1773, date qui marque la fondation de la nouvelle obédience. Le jour même, le nouveau grand maître valide tous les travaux déjà commencés en son nom et « sous les auspices du Grand Orient de France » mettant fin à la période de transition qui a suivi le décès du comte de Clermont. En 1776, selon Louis Amiable, le Grand Orient de France compte 198 loges en activité, dont 37 à Paris.
Une grande majorité des loges du royaume rallient cette nouvelle structure dans les années qui suivent, bien qu'une « Grande Loge de Clermont » rivale, principalement parisienne, refusant ces évolutions et restant accrochée à la traditionnelle vénalité des offices, reste en activité jusqu'en mai 1799, date à laquelle les deux obédiences, très fortement affaiblies par la Révolution française, fusionnent.

### Révolution française

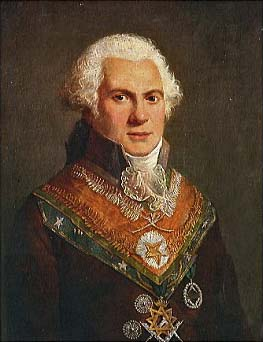
Roëttiers de Montaleau (1748-1807).

Il est fréquent de lire que les francs-maçons ont activement préparé la Révolution de 1789. L'association des loges aux Lumières et à la Révolution a d'abord été une accusation lancée par les milieux contre-révolutionnaires, qui la présentent comme le résultat d'un complot. La vérité est qu'il y en eut dans tous les camps. Ainsi le duc de Luxembourg, véritable créateur du Grand Orient, « premier Baron chrétien » préside l'ordre de la noblesse aux états généraux et émigre le 15 juillet 1789. Une loge aristocratique comme « La Concorde » de Dijon se saborde dès août 1789 ou encore l'astronome Lalande, officier du Grand Orient et « doyen des athées » selon ses amis, demeure un monarchiste convaincu.
Cependant, les loges dont le nombre atteint 629, dont 63 à Paris en 1789 ont, par leur fonctionnement dans les années antérieures, pris une certaine indépendance vis-à-vis de l'État et de l'Église, ce qui a vraisemblablement facilité l'éclosion d'aspirations nouvelles. Parmi les francs-maçons actifs de l'époque révolutionnaire, citons Mirabeau ou le constituant lyonnais Jean-André Périsse-Duluc (1738-1800). L'hymne national, La Marseillaise, a d'ailleurs été composée par un franc-maçon : Rouget de l'Isle.
Le 5 janvier 1792, le Grand Orient de France approuve publiquement la Révolution en cours, ce qui ne signifie pas pour autant une adhésion de la totalité de ses membres à ce bouleversement politique, institutionnel et social majeur de l'histoire de la France. En effet, durant la Terreur, le GODF se met en sommeil de 1793 à 1796, rares sont les ateliers qui ont maintenu une activité durant cette période. En février 1793 et à son initiative, les archives du Grand Orient sont mises à l'abri chez Alexandre Roëttiers de Montaleau. Ce même mois, le grand maître Philippe d'Orléans renie formellement la franc-maçonnerie. La grande maîtrise reste vacante jusqu'en 1795, date à laquelle Roëttiers de Montaleau l'accepte sous le titre de « grand vénérable ». Il sera l'artisan de la fusion de la Grande Loge de Clermont au sein du Grand Orient et la signature d'un concordat d'intégration le 10 juin 1799 permet au Grand Orient de se proclamer : « seul et unique héritier en France de la Grande Loge d'Angleterre ».

### AuXIXesiècle

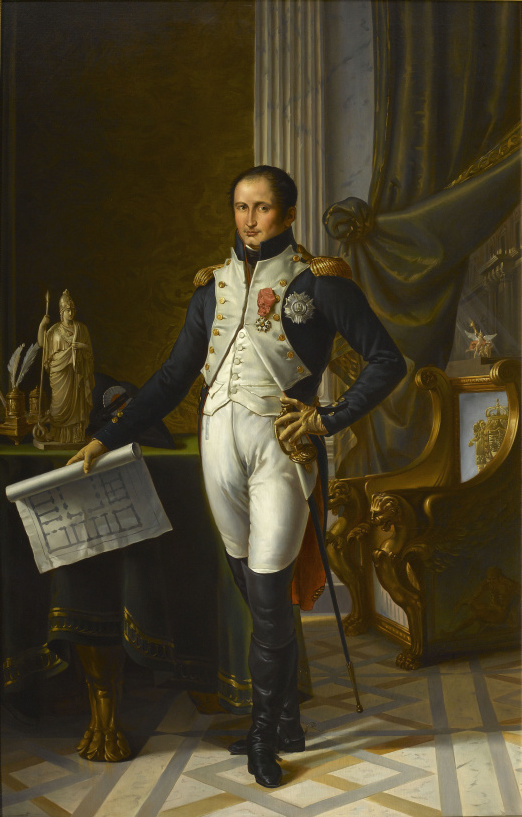
Joseph Bonaparte en 1808.

À partir du coup d'État de Bonaparte le 18 brumaire et sous le Premier Empire, la franc-maçonnerie française va à nouveau se développer de manière importante, en multipliant les loges. Pour cause, la protection de Bonaparte qui comprend tout le bénéfice qu'il peut tirer d'une maçonnerie docile. Ainsi, il investit celle-ci avec des hommes de confiance. Le Grand Orient se dote de dirigeants proches du pouvoir, le frère de l'empereur Joseph Bonaparte devient grand maître avec pour adjoint Murat et Cambacérès. Protégée par un régime qu'elle sert, la maçonnerie continue à porter dans toute l'Europe les valeurs philosophiques issues du siècle des Lumières. Le Grand Orient est investi par tout ce qui compte en politique : famille de Bonaparte, maréchaux, généraux, ministres et fonctionnaires. Le nombre des loges passe de 300 à 1 220 en 10 ans (1814).
La chute de Napoléon et de l'empire entraîne celle de la franc-maçonnerie. Accusée depuis les écrits d'Augustin Barruel d'avoir provoqué la Révolution, combattue par le nouveau clergé ultramontain, elle est contrainte de se mettre en sommeil dans la plupart des pays de la Sainte-Alliance. En France, le Grand Orient survit en faisant preuve d'opportunisme politique, protégé par des personnalités proches du monarque Louis XVIII tel le duc de Tarente ou le duc Decazes. Le Grand Orient reste néanmoins suspect et il lui est interdit de débattre de sujets politiques ou religieux.
Le 24 février 1848, l’avènement de la Deuxième République est salué par des « batteries d'allégresse ». Une délégation du Grand Orient est reçue à l’hôtel de ville de Paris par des membres du gouvernement provisoire qui en apportant les premières mesures sociales répond aux attentes du Grand Orient. En décembre, le Prince Napoléon devient président de la République et les monarchistes gagnent les élections législatives (1849). Cette même année, le Grand Orient définit la franc-maçonnerie comme « essentiellement philanthropique, philosophique et progressive » avec pour devise celle de la République. Affirmant ses convictions progressistes, la maçonnerie est à nouveau suspecte et de nombreuses loges sont fermées avant et après le coup d'État du 2 décembre 1851.

#### Second Empire

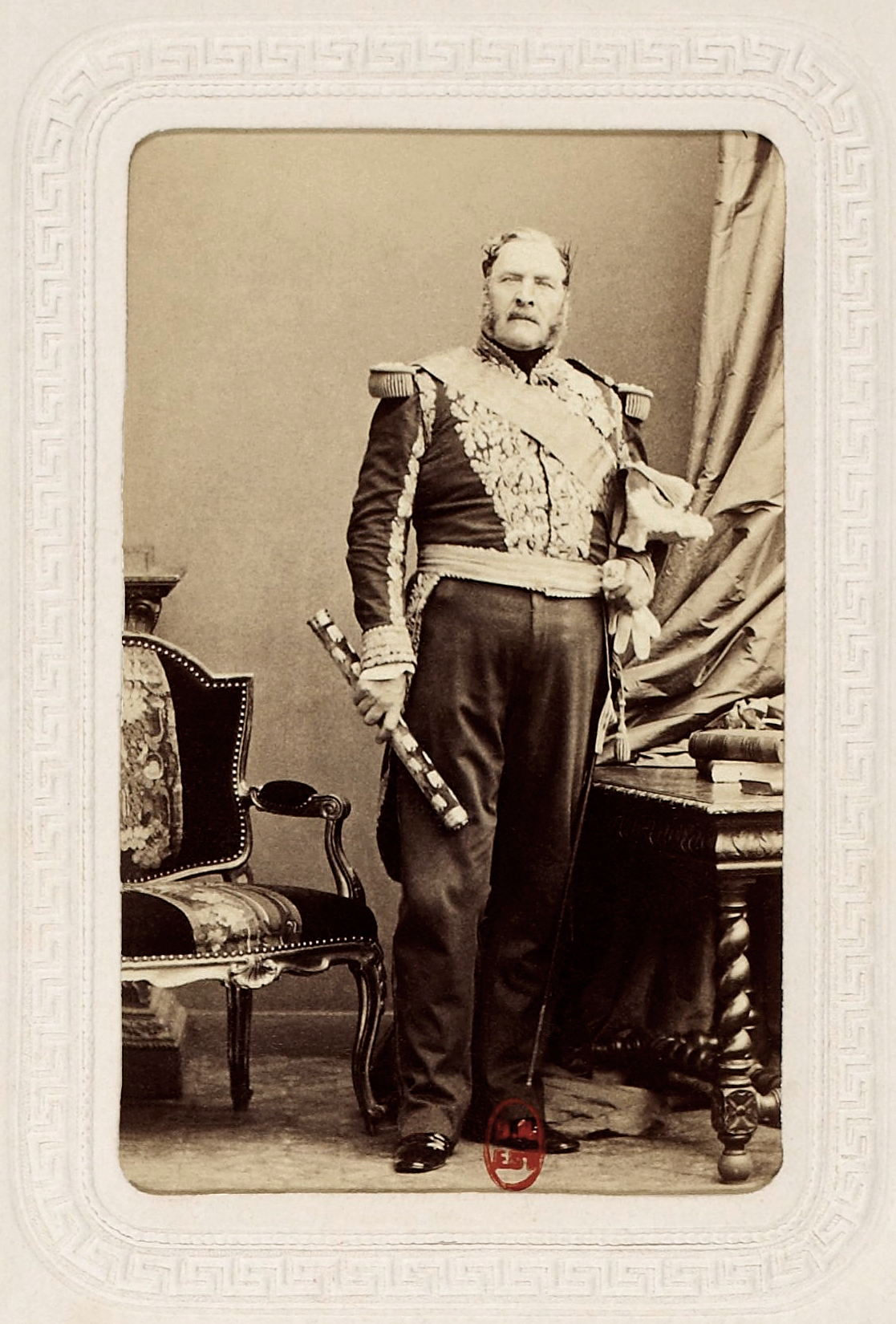
Bien que non maçon, B. P. Magnan fut nommé grand maître par Napoléon III.

Napoléon III impose son pouvoir sur la franc-maçonnerie française, en nommant d'abord le prince Lucien Murat et plus tard le maréchal Magnan à la tête du Grand Orient afin de prévenir toutes velléités d'opposition au régime. N'étant pas franc-maçon, ce dernier fut initié et reçut les trente-trois grades en deux jours. Pendant la période dite « autoritaire » du Second Empire (1852-1860) le pouvoir impérial instaure un encadrement idéologique strict, pour essayer de contrôler une institution dont il se méfie, mais qu'il croit pouvoir surveiller et utiliser comme relais d'influence,.
Pendant la période dite « libérale » de l'Empire (1860-1870), le Grand Orient retrouve une plus grande autonomie sous la grande maîtrise du général Mellinet, successeur élu du maréchal Magnan. Dans le même temps, la nouvelle génération qui entre dans les loges du Grand Orient est républicaine et influencée par le positivisme. Désirant une maçonnerie plus efficace, les loges deviennent des sociétés de pensée. La référence à Dieu est contestée comme attentatoire au principe de la liberté de conscience.

#### IIIeRépublique
En mars 1871, Paris se soulève, une fraction de la maçonnerie — celle des « blouses maçonniques », maçons prolétaires et révolutionnaires — adhère d'emblée à la Commune, l'autre — celle des « habits noirs » bourgeois républicains et modérés — fréquente plutôt les salons versaillais. À plusieurs reprises, les loges parisiennes tentent d’obtenir la réconciliation et le cessez-le-feu en contactant les francs-maçons versaillais mais elles se heurtent au refus répété d'Adolphe Thiers, et finissent pour la plupart par planter leur bannières sur les barricades, montrant leur ralliement à la cause de la Commune. À la fin de la trêve, la Commune est écrasée et de nombreux « frères » tombent sous les balles versaillaises. De 1872 et jusqu'à la victoire électorale républicaine en 1877, la franc-maçonnerie accusée de complicité avec la Commune, est à nouveau suspecte et des loges sont fermées sous l'ordre moral.

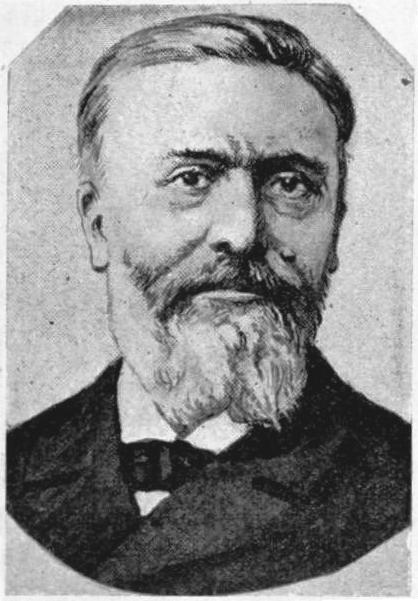
Frédéric Desmons.

En 1877, la question religieuse est réglée — sur un rapport du pasteur Frédéric Desmons relatif à un vœu émanant d'une loge de Villefranche-sur-Saône — le Grand Orient supprime l'obligation (toute théorique) de croire en Dieu et retire de sa constitution la phrase « La Franc-maçonnerie a pour principe l'existence de Dieu et l'immortalité de l'âme », se réclamant désormais de la « liberté absolue de conscience ». L'invocation au Grand Architecte de l'Univers devient facultative et le Grand Orient de France devient la plus importante obédience de la branche de la franc-maçonnerie dite « libérale » ou « adogmatique » : cette décision est en effet la cause principale du schisme dit de la « régularité maçonnique » qui sépare depuis les obédiences qui n'exigent pas de leurs membres la croyance en un être suprême du reste de la franc-maçonnerie mondiale.
Le Grand Orient de la IIIe République est engagé dans les luttes politiques de ce temps et il impulse de nombreuses créations, comme la Ligue des droits de l'Homme, l'organisation des mutuelles de secours et de soins, les coopératives ouvrières, les universités populaires, l'enseignement public, laïc et obligatoire, les patronages laïques. Il mène un incessant combat contre la loi Falloux, le Concordat et pour la séparation de l’Église et de l’État. On doit à ses actions par exemple l'instauration du divorce ou encore la loi sur la liberté des funérailles et la crémation. Dans cette fin du XIXe siècle, le Grand Orient devient une force politique ancrée à gauche, même si parfois se rencontrent et s'y affrontent des modérés, des radicaux, des socialistes de diverses écoles et quelques anarchistes. Les francs-maçons qui s'y rattachent luttent contre les mêmes ennemis : cléricaux, monarchistes et ultérieurement nationalistes et antisémites. Devenant un foyer de républicanisme, le GODF joue à cette époque un rôle important dans la fondation du Parti républicain radical. En 1877, des membres du Grand Orient s'investissent électoralement et une centaine de députés et sénateurs maçons sont élus. Le soutien quasi unanime du convent du Grand Orient concluant à l'innocence du capitaine Dreyfus l'engage aussi dans les débats les plus sensibles.

### AuXXesiècle

#### Combats laïques et«affaire des fiches»

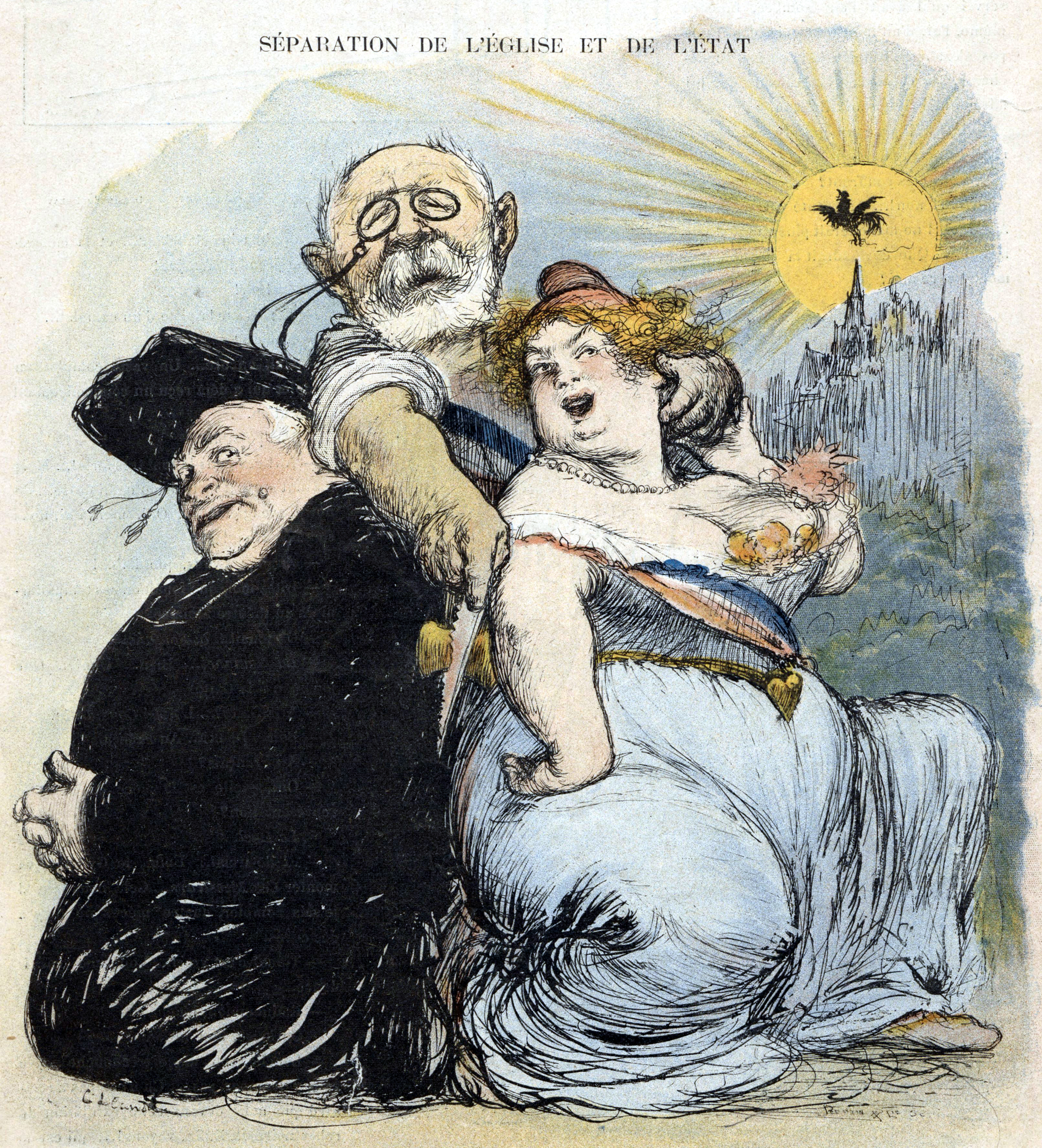
Caricature parue dans Le Rire, 20 mai 1905. L'homme au milieu est Jean-Baptiste Bienvenu-Martin, ministre de l'Instruction publique du cabinet Rouvier.

Le vote de la Loi de 1901 sur les associations, soutenue et amendée au parlement par le frère Groussier, la victoire du bloc des gauches en 1902 et l’avènement du ministère dirigé par le frère Émile Combes, qui engage au pas de charge, avec le soutien sans faille du Grand Orient,, la séparation de l’Église et de l’État, aboutissent à un climat de tension opposant la France laïque à la France cléricale et à la rupture des relations diplomatiques avec le Vatican. La séparation est obtenue en 1905 après la chute du gouvernement Combes. En effet, le Grand Orient est impliqué dans l'« affaire des fiches » au début du XXe siècle. Ce grand scandale politique survenu en 1904, après une interpellation à la Chambre du député nationaliste Jean Guyot de Villeneuve, dévoile au public les pratiques de surveillance des officiers de l'armée par les loges et la mise en place d'un service de renseignements sur les militaires au siège du GODF, rue Cadet. L'affaire marqua profondément l'armée et la droite. Selon Jean-Baptiste Bidegain, le secrétaire adjoint au GODF qui révéla l'affaire, un service de renseignements existe au sein du Grand Orient depuis 1891 et se préoccupe d'obtenir des renseignements sur les fonctionnaires en général ; c'est à partir de 1901 qu'il s'occupe de ficher les officiers.

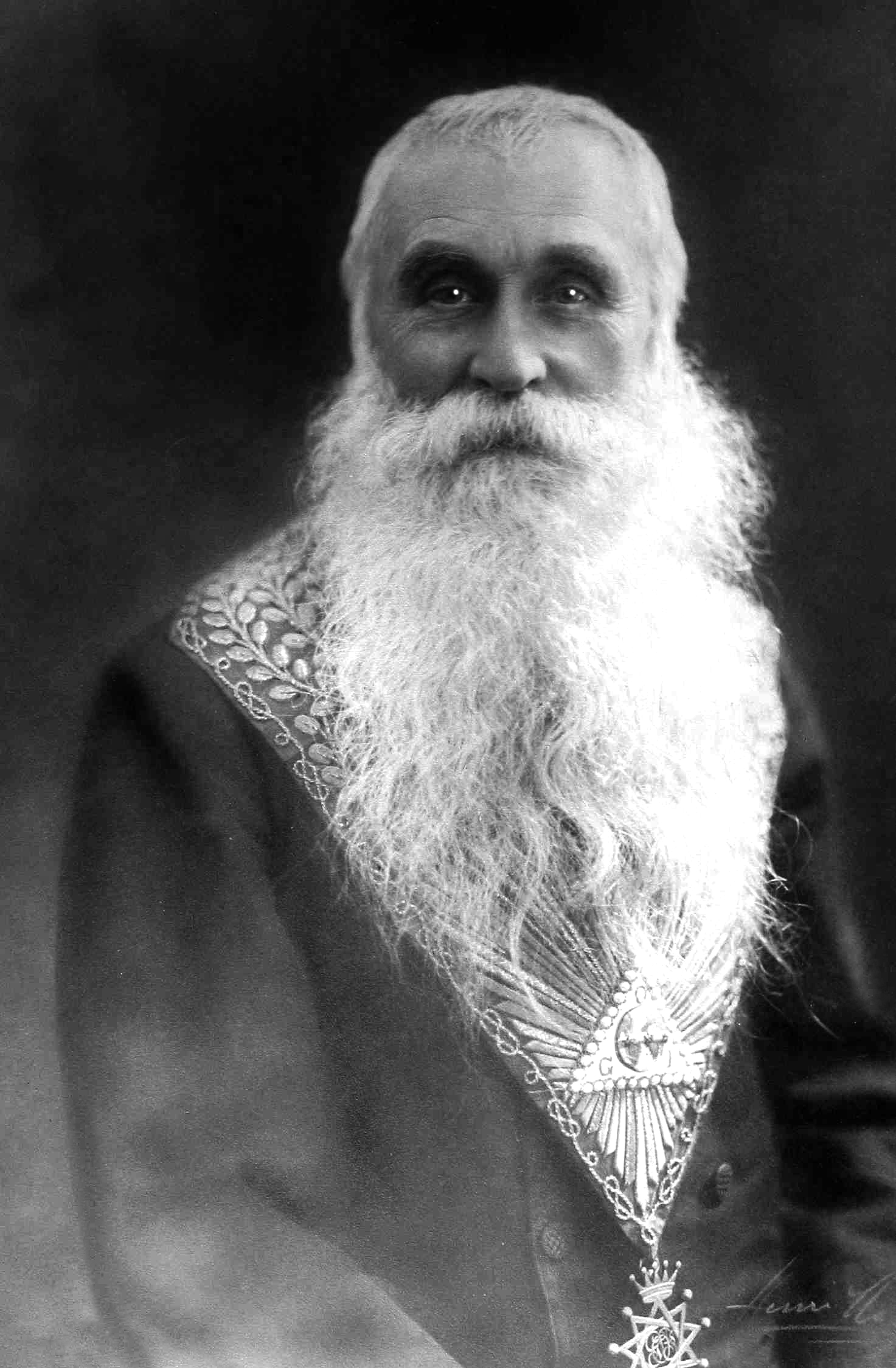
Arthur Groussier.

En 1913, le Grand Orient n'oblige plus ses loges à travailler à la gloire du Grand Architecte de l'Univers. Les quelques loges voulant revenir à une pratique maçonnique théiste, seule régulière de leur point de vue, quittent le Grand Orient et créent la « Grande Loge nationale indépendante et régulière pour la France et ses colonies » , future Grande Loge nationale française (GLNF).
Soudée au gouvernement René Viviani à la déclaration de la Première Guerre mondiale et à l'instar des franc-maçonneries européennes, il soutient l'engagement national dans le conflit. L'obédience se retrouve rejetée dans l'opposition après la victoire du bloc national en 1919 ce qui la conduit naturellement à prendre du champ avec l'action politique et à s'adonner davantage à la réflexion philosophique.
Durant l'entre-deux-guerres le Grand Orient se préoccupe de plus en plus des questions internationales et aide significativement les Républicains espagnols ou les démocrates italiens à fuir les régimes de Franco et Mussolini ; il établit également des relations d'amitié avec la plupart des grandes obédiences européennes. Cette époque est aussi celle du retour d'un intérêt pour les questions spécifiquement maçonniques. Arthur Groussier propose une réforme du Rite français afin de lui rendre son caractère symbolique et initiatique. Il permet le réveil du Régime écossais rectifié, invitant les maçons du Grand Orient à revisiter leur patrimoine symbolique.

#### Seconde Guerre mondiale et reconstruction

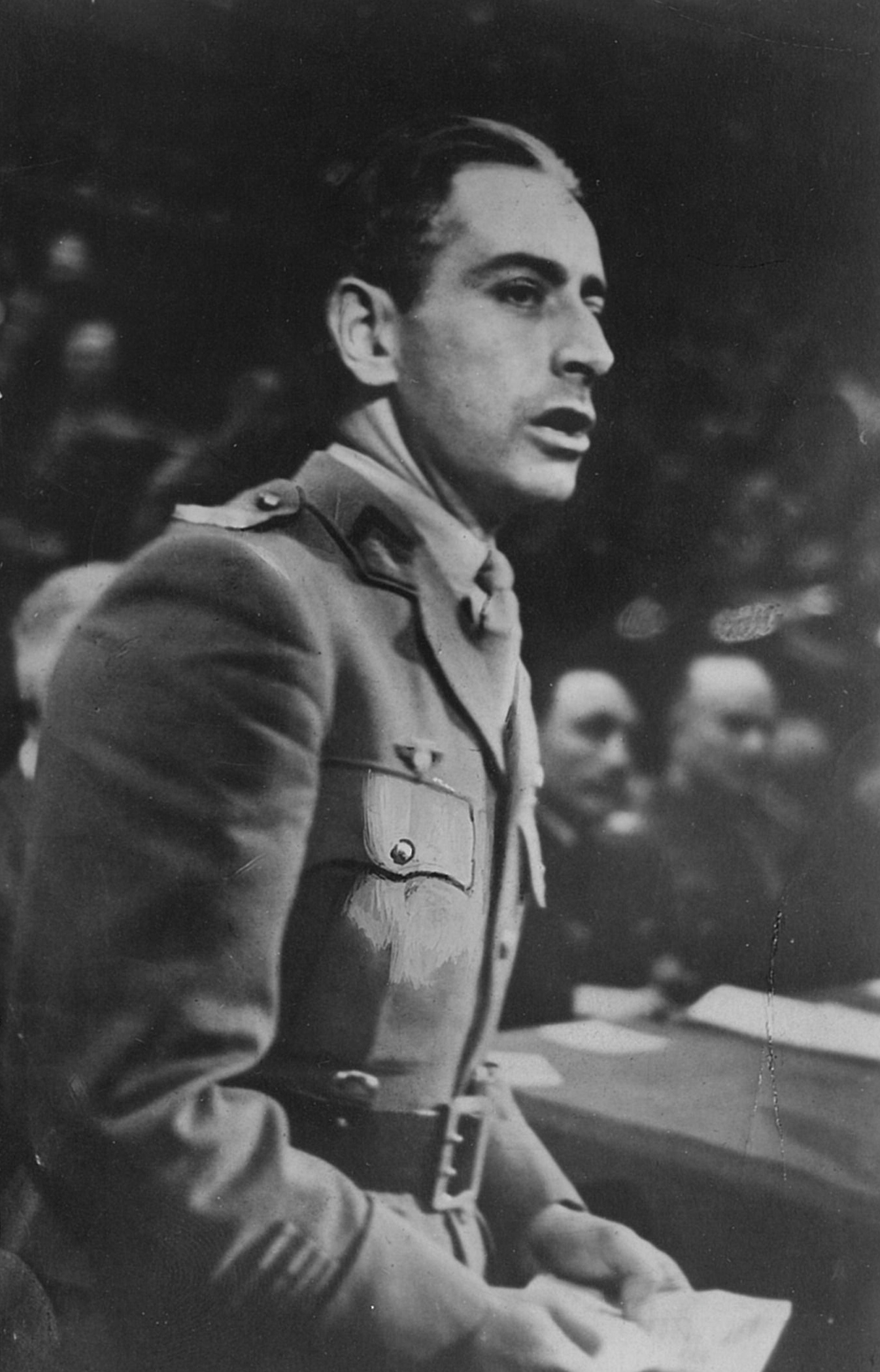
Pierre Brossolette le 18 juin 1943.

En 1939, lorsque la guerre éclate, le Grand Orient s'est trop identifié à la République pour survivre à sa chute. Il est dissout par décret gouvernemental en août 1940, mais la Gestapo en zone occupée a déjà procédé à des arrestations. La maçonnerie est présentée par la propagande du régime de Vichy comme un « instrument aux mains des juifs » et responsable de la défaite, l'antimaçonnisme du régime rejoignant dès lors son antisémitisme. Des listes de noms sont dévoilés et paraissent en 1941 dans le Journal officiel, les francs-maçons sont exclus de la fonction publique et parfois pris comme otages par les Allemands ou la milice. Pendant ce conflit mondial, des francs-maçons du Grand Orient de France s'engagent dans la Résistance, en particulier dans le réseau « Patriam Recuperare » et dans divers mouvements. À Lyon, ils forment un comité et s'agrègent à « Combat », « Libération » et « Franc-Tireur ». Dans le même temps, le régime de Vichy persécute sévèrement les francs-maçons. Le Grand Orient et la franc-maçonnerie y perdent de nombreux membres dont Jean Zay, Pierre Brossolette, Gaston Poittevin et René Boulanger. À la Libération, le GODF compte moins de 7 000 membres, ils étaient 30 000 en 1939.
Au sortir de la Seconde Guerre mondiale et après l’échec de la tentative d'unification du Grand Orient et de la Grande Loge de France en 1945, l'obédience peine à rétablir ses effectifs dans une société où reconstruire, trouver du travail et se nourrir reste l'essentiel. À partir du milieu des années 1950, le Grand Orient de France bénéficie à la faveur d'une évolution générale de la société —  et à l'instar de toutes les obédiences — d'un nouveau développement. En mai 1968, il prend fait et cause pour le mouvement étudiant et ouvrier et combat fermement les textes qui remettent la laïcité scolaire en cause. Si 1981 et l’élection de l'union de la gauche semblent un nouveau 1848, les désillusions qui suivent font douter l’obédience de son utilité.
Depuis quelques années, bénéficiant d'une longue période de stabilité, les effectifs du Grand Orient de France connaissent une nette progression : le nombre de membres est passé de 31 000 (1990) à approximativement 52 000 en France et dans le monde (2015) dont 2 000 femmes,.

## Principes
Le Grand Orient de France occupe une position originale dans la franc-maçonnerie mondiale sur trois points particuliers, que sont : son refus d'exiger une croyance quelconque, en particulier en un dieu, son attachement à la laïcité et ses valeurs républicaines et sociales. Les membres du Grand Orient de France déclarent que la recherche du progrès est un moteur dans leurs réflexions et leurs actions, au point que ce principe figure dans leur constitution. Ils se déclarent attachés à la liberté absolue de conscience, qu'ils considèrent comme garante, avec la laïcité, des institutions. Ainsi, quiconque professe des opinions racistes, xénophobes ou bien se déclare partisan de régimes totalitaires ne peut être reçu au Grand Orient de France. Le GODF est généralement classé à gauche, et la plupart de ses grands maîtres dans l'époque contemporaine ont été membres du parti socialiste. Par ailleurs, il interdit à ses membres d'appartenir au Front national, mais également à des groupements appelant à la discrimination, la haine raciale, à des mouvements sectaires ou plus largement à des groupes visant à détruire ou aliéner l’être humain.
Ses valeurs s'inscrivant dans la tradition politique d'une France républicaine, il s'érige en un défenseur des principes contenus dans sa devise qui est aussi celle de la République : « Liberté, Égalité, Fraternité ».

## Fonctionnement du Grand Orient

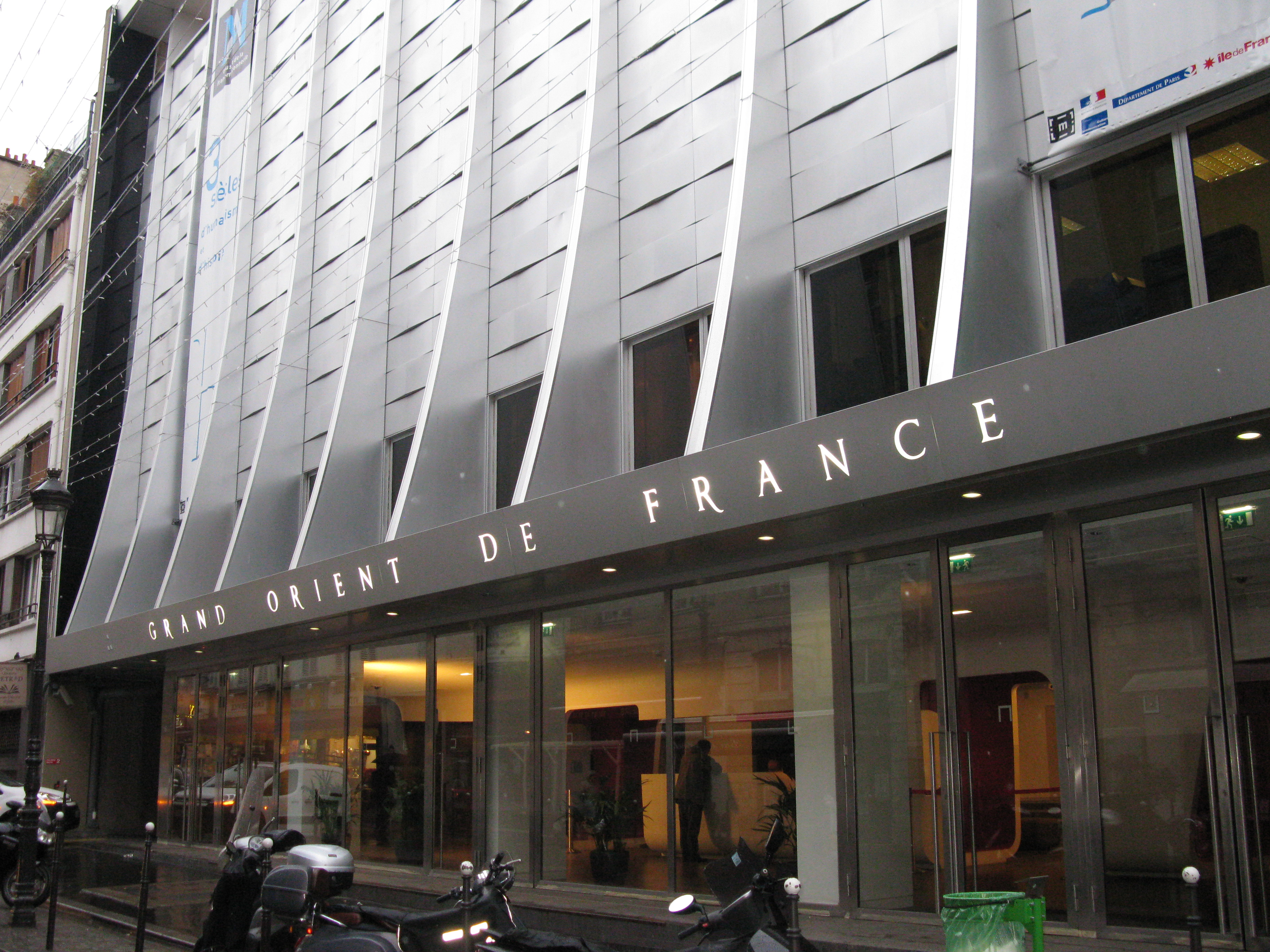
Le siège du GODF, rue Cadet, à Paris.

Le Grand Orient de France est une association régie par la loi de 1901 déclarée le 27 octobre 1913 à Paris. Son siège se trouve au 16, rue Cadet dans le 9e arrondissement de Paris au sein de l'hôtel du Grand Orient de France. Le principe de séparation des pouvoirs, « exécutif et législatif » selon un système d'élection et de renouvellement rigoureux est la base du fonctionnement général du Grand Orient. Une juridiction indépendante — la Chambre de justice maçonnique — veille à l'application stricte des règlements généraux et peut être saisie en cas de litige par tous les membres de l’obédience. Le suffrage universel est le principe de souveraineté qui s'exerce sur toutes ses structures.

« Chaque Maçon doit être conscient et fier des spécificités de notre Obédience […] il sait et apprécie que toutes les structures de directions soient soumises au vote et, au-delà, que les mandats électifs soient soumis à des strictes limites de temps. Ainsi l'Ordre est réellement la Chose de Tous, la Res Publica »

— Guy Arcizet.

### Constitution et règlement général
Les statuts du GODF se présentent sous la forme d'une constitution définissant les grands principes de la franc-maçonnerie. Ils sont complétés par un règlement général précisant le fonctionnement de l'obédience et de ses loges.
L'article 1er de sa constitution donne une définition de la franc-maçonnerie selon ses principes. Les principes de cet article sont les mêmes depuis le convent de 1877, où le pasteur et député républicain Frédéric Desmons présente un rapport dont la discussion débouche sur un vote modifiant à une très large majorité l'article premier de sa constitution. Sa formulation est issue de la proposition que fait adopter Antoine Blatin au convent de 1884

« La Franc-maçonnerie, institution essentiellement philanthropique, philosophique et progressive, a pour objet la recherche de la vérité, l'étude de la morale et la pratique de la solidarité ; elle travaille à l'amélioration matérielle et morale, au perfectionnement intellectuel et social de l'humanité. Elle a pour principe la tolérance mutuelle, le respect des autres et de soi-même, la liberté absolue de conscience. Considérant les conceptions métaphysiques comme étant du domaine exclusif de l'appréciation individuelle de ses membres, elle se refuse à toute affirmation dogmatique. Elle attache une importance fondamentale à la laïcité. »

« Elle a pour devise : Liberté, Égalité, Fraternité. »

Le règlement général se détaille autour de onze livres, qui réglementent les divers aspects de la vie de l’obédience, de ses loges et de ses membres. Toutes les modifications éventuelles se font selon la nature des modifications, autour de règles qualificatives précises. Elles sont proposées et approuvées uniquement par les loges et leurs représentants qui se réunissent annuellement en convent selon le principe constitutionnel et originel du Grand Orient de France : « une loge, une voix ».

### Direction de l’obédience
Selon les époques ou durant certaines périodes de vacances, le dirigeant du Grand Orient de France porte des titres différents comme : « grand maître, grand vénérable, grand conservateur, grand maître adjoint, président du Conseil de l'Ordre. ».

#### Conseil de l’ordre

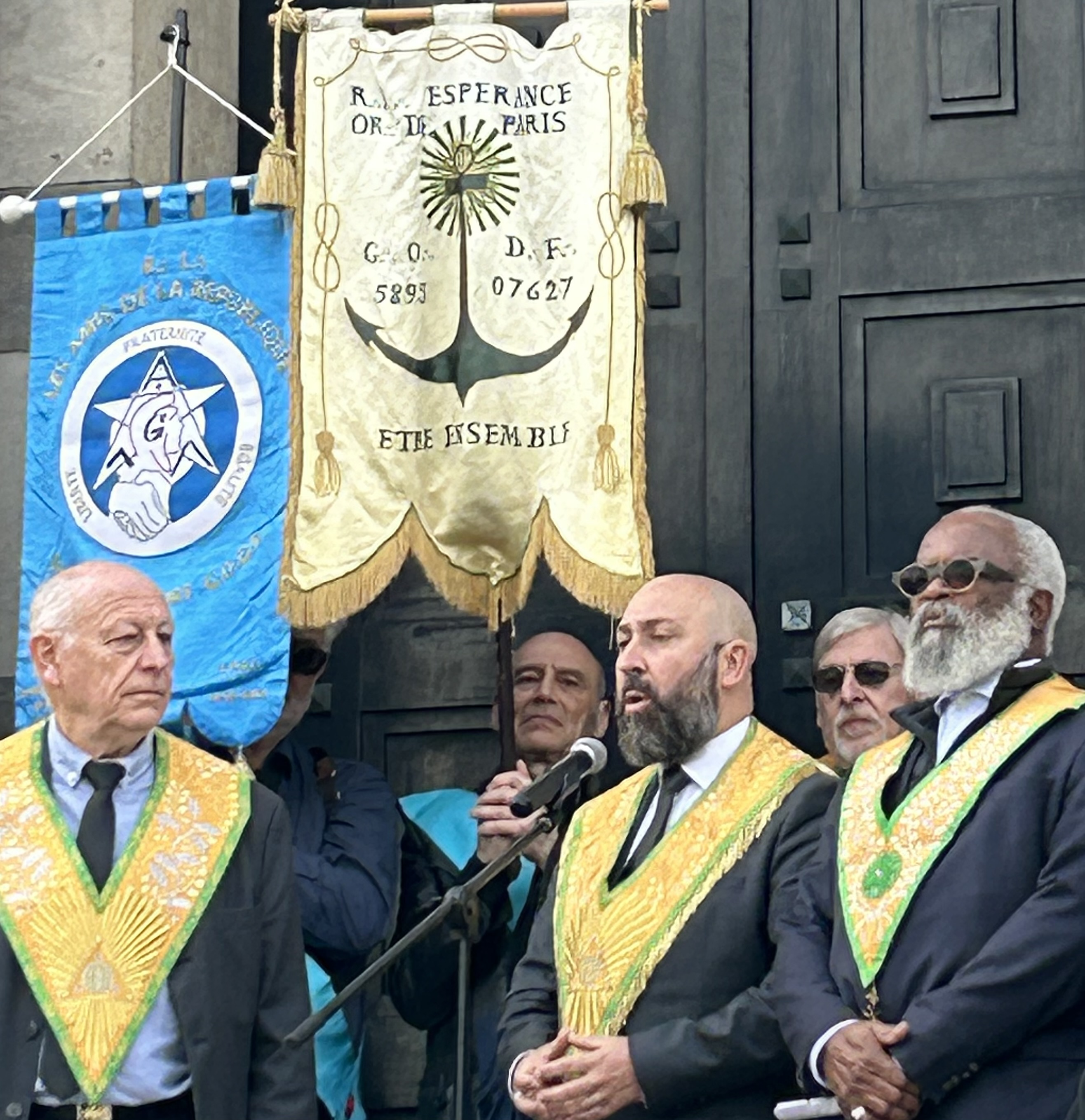
Le Grand-Maître Guillaume Trichard le 1er mai 2024, entouré de deux autres conseillers de l'ordre.

Le GODF est dirigé par un « Conseil de l’Ordre » de trente-sept membres, élus pour trois années par les délégués des loges réunis en congrès régionaux. Le Conseil de l’ordre, exécutif de l’ordre prête serment devant le convent et élit en son sein un bureau comprenant le « président du Conseil de l’ordre » qui porte le titre de Grand-maître. — Le mandat de celui-ci est non renouvelable et ne peut excéder trois années. — Trois grands maîtres adjoints ainsi que des grands officiers, chargés de missions particulières et élus par le conseil, assistent le président. Le Conseil de l'ordre gère les intérêts matériels de l'obédience et applique les mandats que lui donne le convent. Son rôle et ses compétences sont réglementés et détaillés dans le livre VI du règlement général,

#### Convent
Le convent annuel constitué par les délégués de chaque loge forme l’assemblée législative du GODF. Il contrôle l’exercice du conseil de l’ordre, il est le seul habilité à modifier la constitution et le règlement général selon des modalités précisément définies. Le convent décide également de tout ce qui a trait à la gestion financière, à la solidarité, au patrimoine ainsi qu'aux questions à l'étude des loges. Le livre V du règlement général précise ses compétences, son fonctionnement, ses offices et tout ce qui concerne sa mise en œuvre.

### Loges et rites du Grand Orient

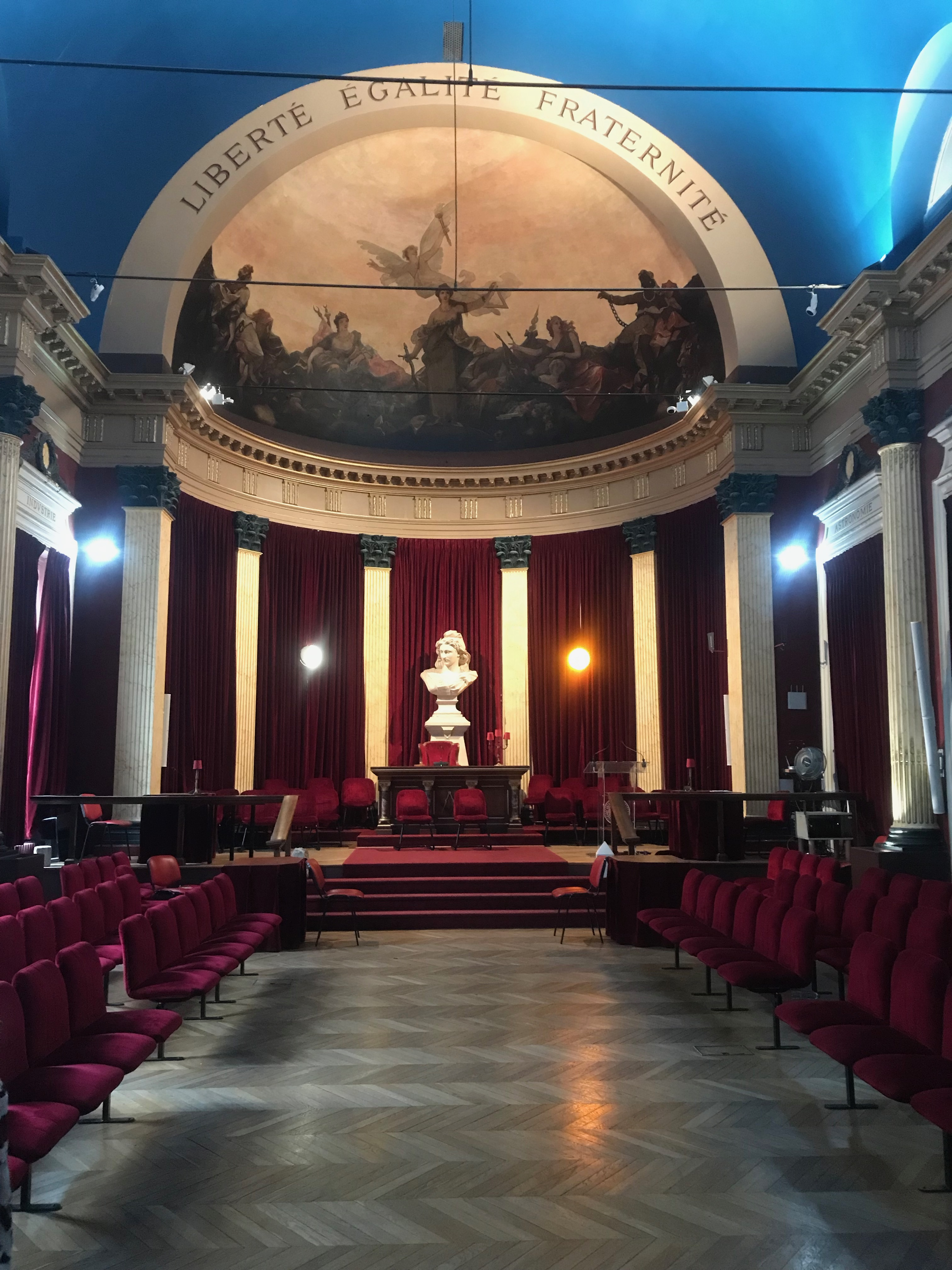
Le grand temple de l'Hôtel du Grand Orient de France.

Les loges du GODF, sont des entités « libres et souveraines ». Constituant la cellule fondamentale du pouvoir, exercée selon le principe « une loge, une voix », elles sont les seules structures de l’obédience autorisées à « initier » de nouveaux membres. Tous les sujets peuvent y être abordés, dans le respect des règles générales de l’obédience, du règlement particulier et du rite de la loge.
Le rite historique du Grand Orient est le Rite français. Il est le rite de référence de toutes les loges, celles pratiquant une version spécifique de celui-ci ou un autre rite bénéficient d'une double patente.
La majorité des loges (environ 900 loges) pratiquent le Rite français, la plupart dans sa version « Groussier ». Trois cents loges environ pratiquent d'autres rites dont le Grand Orient détient les patentes, tant des « loges bleus », que des « hauts grades ». Les rites pratiqués sont :
- le Rite français, codifié entre 1783 et 1786 puis révisé en 1858, 1887, 1938, 1955, 1995, 2001 ;
- le Rite écossais rectifié, apparu dès 1770, il rejoint le Grand Orient par traité avec les directoires écossais d'Auvergne, de Bourgogne de Septimanie en mai 1776 ;
- le Rite écossais ancien et accepté, apparu en 1804, il est uni au Grand Orient par concordat du 5 décembre 1804 ;
- le Rite de l'ancienne maçonnerie d'York, il rejoint le Grand Orient par intégration de la Grande Loge provinciale des îles Sous-le-Vent (Saint-Domingue) des Anciens Maçons d'York en 1804 ;
- le Rite ancien et primitif de Memphis-Misraïm, intègre le Grand Orient à la suite des accords du 4 aout 1862 (Memphis) et du 6 mars 1865 (Misraïm) ;
- le Rite opératif de Salomon, élaboré au XXe siècle au sein du Grand Orient.

### Mixité au Grand Orient
Si, depuis sa création jusqu'au début du XXIe siècle, le Grand Orient de France est resté une obédience strictement masculine, il n'a jamais totalement rejeté une forme de mixité. Celle-ci s'apparente aux XVIIIe et XIXe siècles plus à une tutelle qu'à une véritable liberté. Ainsi, en 1775, il reconnaît formellement la maçonnerie d'adoption et prend « le gouvernement » des loges de femmes, afin « de les entourer de garanties suffisantes de moralité ». Il n'admet ces ateliers qu'en tant que « compléments des loges d'hommes » et ne les autorise que là où il existe une loge « régulière ». Réglementairement l'obédience leur interdit toutefois de tenir des assemblées mixtes sous une autre présidence que celle du vénérable de la loge masculine de leur orient. Sous le Premier Empire, le Grand Orient de France est placé sous la grande maîtrise du frère de Napoléon Bonaparte, Joseph Bonaparte et de la députation de la grande maîtrise, confiée au prince Cambacérès, Joséphine de Beauharnais accepte elle-même la fonction de grande maîtresse de toutes les loges d'adoptions régulières de France ce qui rend la franc-maçonnerie plus attrayantes pour les femmes de la nouvelle noblesse française qui vont participer à son rayonnement. Dès la fin du Premier Empire et tout en déclinant considérablement, elle perdure toutefois, en 1851 et 1860 la question de sa continuité est toujours débattue. La chambre rejette à la quasi-unanimité l’opposition aux loges d'adoption et maintient sa juridiction sur celle-ci. Cette pratique finit par s'éteindre complètement dans le dernier quart du XIXe siècle.
Dès la fin du XIXe et pendant tout le XXe siècle, naissent et se développent des obédiences mixtes et féminines. Ce phénomène encourage le Grand Orient à évoluer vers une mixité au sein des travaux de ses tenues de loges, celles-ci étant libres de recevoir ou pas des sœurs d'obédiences avec lesquelles le GODF entretient des traités de reconnaissance ou d'amitié. Par exemple, avec le Droit humain ou la Grande Loge féminine de France.
La fin des années 1990 voit les premières initiations féminines au sein de l'obédience. La loge « Delgado » initie une femme, cette loge est immédiatement radiée de l'obédience. Le 24 mai 2008, la loge « Combats », initie également une femme au temple de la rue Cadet, siège du Grand Orient. La chambre suprême de justice maçonnique, se prononçant sur une plainte en exclusion du 27 février 2010, déposée par le conseil de l'ordre de l'époque, relaxe dans son rendu du 24 mai 2010, la loge « Combats » ainsi que les quatre autres loges ayant pratiqué des initiations féminines la même année, . La réception des six candidates est donc validée et en fait les premières femmes régulièrement initiées au sein du GODF depuis la fin du XIXe siècle.
Le 22 janvier 2010, dans un communiqué diffusé à la presse, le conseil de l'ordre du Grand Orient entérine officiellement le changement d'état civil d'Olivia Chaumont. Celle-ci régulièrement initiée en tant qu'homme en 1992 à la loge « Université maçonnique » devient ainsi après sa transidentité, la première femme trans institutionnellement reconnue comme membre du Grand Orient de France,. En septembre 2010, elle est installée vénérable de sa loge ce qui est également une première dans l'histoire contemporaine du GODF.
À ce même convent, l'assemblée générale adopte le vœu suivant : « Le convent confirme que les admissions au GODF sont celles figurant à l'article 76 du règlement général de l'association à l'exclusion de toutes autres et qu'elles n’impliquent aucune considération de sexe ». Ce vote a été interprété comme pouvant permettre aux loges du Grand Orient de France d'initier des femmes. Ce vœu fut néanmoins annulé, pour vice de forme, le 6 mai 2011 par la chambre suprême de justice maçonnique du GODF. Représenté et de nouveau adopté au convent 2011, il est de nouveau annulé le 11 mai 2012 par la même juridiction pour les mêmes motifs.
Bien que son règlement ou ses constitutions ne le précise pas, en application du principe de liberté des loges qui concerne également les visites des sœurs, en s'appuyant sur la jurisprudence du rendu de la chambre suprême de justice maçonnique de mai 2010 et sans s'affirmer comme étant une obédience mixte, le Grand Orient laisse désormais ses loges libres d'initier des femmes ou de les affilier, selon les modalités qui s'appliquent à tous les membres masculins du Grand Orient,.

### Pratique des«hauts grades maçonniques»
Le Grand Orient de France, détenteur des patentes non cessibles des différents rites, administre les grades « symboliques » des loges bleues (apprenti, compagnon et maître) et délègue la gestion des « Ordres de Sagesse » ou des « hauts grades maçonniques ». Depuis 1999, cette gestion est assurée par cinq juridictions représentant chacune un rite : le Rite français, le Rite écossais ancien accepté, le Rite écossais rectifié, le Rite égyptien de Memphis-Misraïm et l'Ancienne Maçonnerie d'York, sur la base de conventions bilatérales. Avant 1998, il existe un organisme nommé « Grand Collège des Rites », qui est composé de sections correspondantes aux divers rites pratiqués au GODF.
Depuis 1998 ces juridictions sont :
- le Grand Chapitre général du GODF – Rite français ;
- le Grand Collège des Rites écossais – Rite écossais ancien et accepté ;
- le Grand Prieuré indépendant de France du GODF – Rite écossais rectifié ;
- le Grand Ordre égyptien du GODF – Rite de Memphis-Misraïm ;
- le Suprême Grand Chapitre de l'ancienne maçonnerie d'York.

Ces structures ont pour seule mission d'administrer les ateliers des « hauts grades » et d'être les gardiennes des rites pratiqués au sein de leurs juridictions respectives. Par conséquent, elles n'ont aucune autorité hiérarchique sur les loges bleues pratiquant leur rite.

## Engagement politique et sociétal
Du débat entre un humanisme teint de références religieuses et celui empreint de positivisme, entre défenseurs du libéralisme et croyants aux vertus d'un socialisme naissant, le GODF choisit finalement la liberté absolue de conscience et l'abandon de toute référence à Dieu comme fondement de son engagement humaniste. Ce choix consacre la rupture définitive en 1877 avec des préceptes qui prennent le nom en 1929 de « principes de régularité » (basic principles) édictés par la Grande Loge unie d'Angleterre. Ceux-ci interdisent notamment à ses membres les débats sur les sujets d'ordres politiques ou religieux dans les loges. Si le GODF ne se définit pas comme un groupement politique au sens strict de la terminologie usuelle, en s'annonçant comme ouvert à tous les hommes (et depuis peu aux femmes) de toutes convictions politiques, son évolution historique vers l'adogmatisme religieux éloigne les membres catholiques et déistes et le rapproche des courants républicains et radicaux-socialistes ou encore anti-cléricaux. Dans l’histoire de la République française cet engagement atteint son apogée lors de la IIIe République, au cours de laquelle la maçonnerie française joue un rôle important dans l’élaboration et l'application de nombreuses lois. À cette époque, l'engagement dans l'action politique de l'obédience devient notoire lorsque ses membres qui se présentent aux élections législatives sont élus députés. Les loges du GODF deviennent pour la plupart des « laboratoires législatifs », où sont préparées et débattues des propositions de lois sociales et sociétales. Cet apogée voit aussi la mise en œuvre d'une antimaçonnerie active et militante, autour des courants réactionnaires et d'extrême-droite d'une part et royalistes et cléricaux d'autre part. Ces milieux hostiles ne cessent de combattre l'influence du Grand Orient dans la sphère publique, dénonçant pêle-mêle son relativisme religieux, son affairisme, et surtout son républicanisme exacerbé, nourri par des affaires réelles comme l'affaire des fiches ou fictives, comme l'affaire Léo Taxil et celle du protocole des sages de Sion. L'anti-maçonnerie, à l'instar de la franc-maçonnerie politique du Grand Orient au cours de la IIIe République, connait son heure de gloire pendant la Seconde Guerre mondiale, avec l'interdiction de la franc-maçonnerie et la fermeture et la confiscation de biens des obédiences maçonniques françaises.

Logo de la fondation du GODF.

Les commissions permanentes de la laïcité, de la bioéthique, et plus récemment celle du développement durable, restent, avec les « questions à l'étude des loges », les outils de l’obédience en ce qui concerne la défense de ses valeurs primordiales et de ses prises de position publiques. La réflexion et l'élaboration de propositions sur les sujets de société ou philosophiques continuent d’être, avec le parcours initiatique personnel de ses membres, le fondement du Grand Orient, inscrit dans sa constitution. De 1845 à 1899 ces questions portent les noms de « vœux de convent » et sont issues d’échanges transversaux entre loges. Les questions sont institutionnalisées, mais leur multiplication pousse le convent à les regrouper, transformant la synthèse des vœux émis par les loges en « questions à l'étude des loges ». Ces dernières, toujours proposées par les loges, font chaque année l'objet d'un vote sélectif par les délégués lors du convent. Les interpellations portent sur les thèmes de prédilection du Grand Orient, comme entre-autres : la laïcité, le social, l'éthique et le symbolisme. Synthétisées, ces questions sociétales font désormais l'objet d'une publication publique et alimentent le travail et les actions éventuelles des commissions permanentes.
L'engagement sociétal passe aussi par la solidarité active. Depuis 1987, la Fondation du Grand Orient de France, reconnue d'utilité publique, s'engage dans des actions multiples en faveur de la solidarité universelle, grâce aux actions humanitaires. En accord avec ses valeurs Liberté, Égalité, Fraternité, l'obédience agit via sa fondation sur quatre aspects principaux : l'aide aux victimes de catastrophes naturelles, l'aide à l'enfance et à l'éducation, les aides humanitaires de développement durable, ainsi que le mécénat culturel et patrimonial. C'est dans cet ordre d'idées que fut créé en 1862 l'orphelinat maçonnique. Il existe en outre un prix de la fondation, dit « prix Roger Leray », qui récompense l’œuvre ou l'action d'une association, d'un groupement ou d'une personne qui répond à ces objectifs.

## Relations inter-obédientielles

### Relation nationale
Le Grand Orient entretient des relations formelles au travers de traités de reconnaissance ou d'amitié ainsi que des relations administratives avec la plupart des obédiences françaises. Dans les années 2000, à l'issue d'une rencontre avec cinq des principales obédiences, le GODF forme un espace maçonnique commun de débat qui prend le nom de « Maçonnerie française ». Cet espace réunit en 2001 neuf des dix obédiences françaises et aboutit à la création de l'Institut maçonnique de France (IMF) sous la présidence de Roger Dachez. Cet organisme culturel organise annuellement le « Salon maçonnique du livre ». Au-delà de la création de l'IMF, l'association de la « Maçonnerie française » reste très peu active de 2005 à 2010. Elle est réactivée en janvier 2011, en vue de marquer ses distances avec la GLNF, qui vit alors une grave crise, estimant que celle-ci et son lot de révélations rejaillissent également sur les obédiences adogmatiques et libérales. Le Grand Orient n'entretient aucune relation avec les obédiences dites « régulières » telles la Grande Loge nationale française et la Grande Loge de l'Alliance maçonnique française, scission de la précédente, autres qu'administratives et afin d’échanger des informations sur les membres éventuellement radiés pour motifs graves ou d'ordre judiciaire. Cependant en mai 2015 et pour la première fois, est organisée la première édition des rencontres Lafayette GODF-GLNF qui se déroule a l'hôtel du Grand Orient de France sur le thème de « La Franc-Maçonnerie face à ses mythes » ou les deux obédiences, malgré leur conceptions très différentes de la franc-maçonnerie, ont confronté fraternellement leur point de vue et se sont invitées mutuellement à poursuivre ce genre de colloque commun.

### Relation internationale

Logo du Clipsas.

Après un appel commun du Grand Orient de France et du Grand Orient de Belgique invitant à un rassemblement maçonnique universel, le Grand Orient fonde le 22 janvier 1961 avec onze autres obédiences adogmatiques, le « Centre de liaison et d'information des puissances maçonniques signataires de l'appel de Strasbourg » (Clipsas). Celui-ci a pour objet la promotion et l'association des « puissances maçonniques libérales ». Le GODF quitte cette structure en 1996, afin de créer un autre organisme international en 1998, le « Secrétariat international maçonnique des puissances adogmatiques » (Simpa). Celui-ci, dont le siège est à Bruxelles, réunit le Grand Orient et vingt-quatre autres obédiences, mais ce système a du mal à se stabiliser. Après plusieurs réformes, à la suite des critiques dont il faisait l'objet et sous l'égide du luxembourgeois Marc-Antoine Cauchie, le Clipsas a vu le retour en son sein de plusieurs obédiences dont le Grand Orient de France, apparaissant comme le principal instrument de relations maçonniques internationales de plusieurs obédiences adogmatiques.
Cependant, en août 2019, le convent du Grand Orient adopte un vœu proposé par le Conseil de l'Ordre qui demande de quitter le CLIPSAS. Cette décision fait suite aux propositions du livre blanc sur la politique internationale de l'obédience. Cette proposition est votée par les délégués des loges, par 1 091 voix contre 91.

## Activités

### Activités réservées aux membres

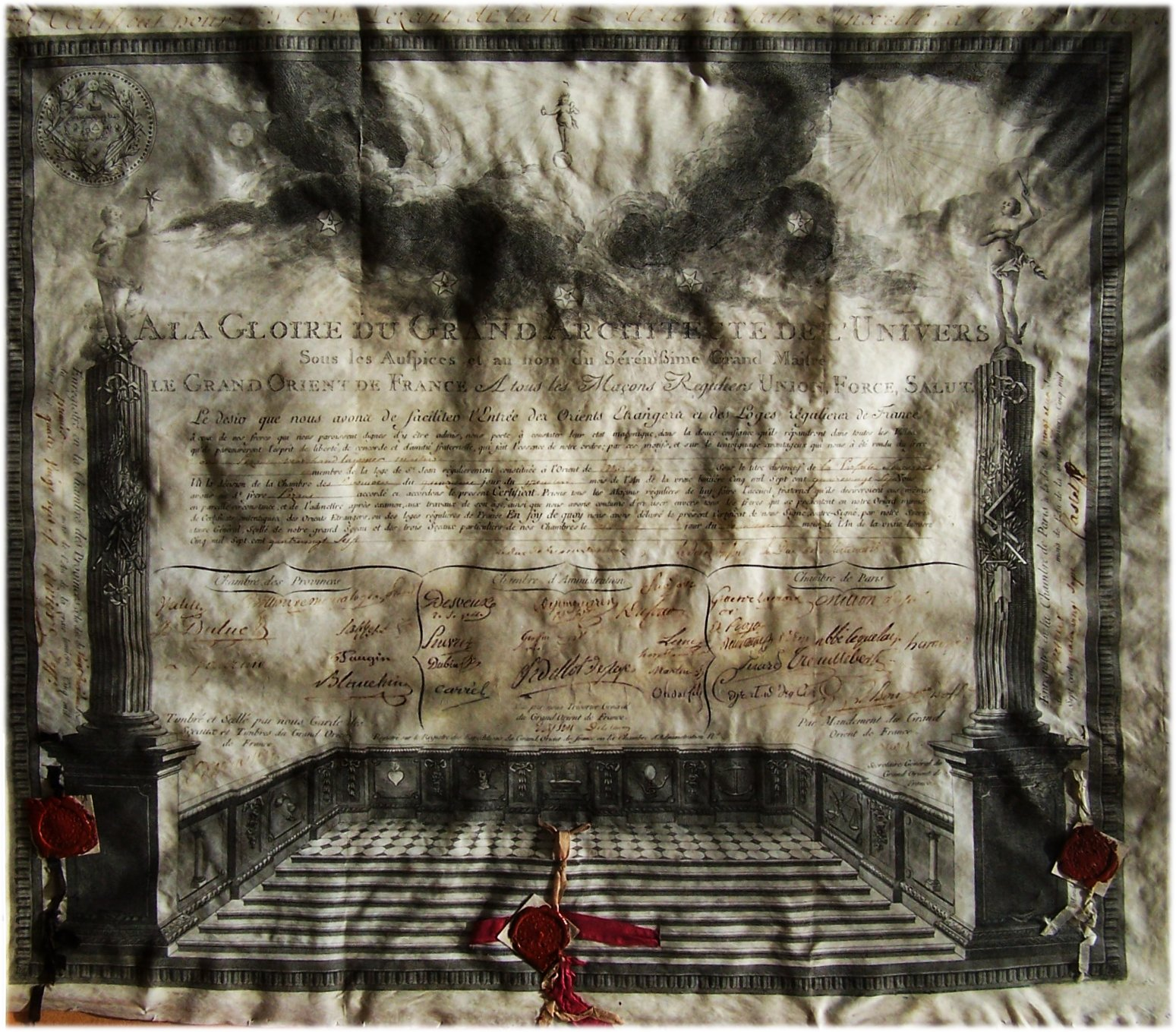
Diplôme de maître du GODF (1787).

Comme pour la franc-maçonnerie en général, les loges du GODF pratiquent des rites de passage du monde « profane » au monde maçonnique constituant « l'initiation ». Les loges organisent leurs travaux en toute liberté avec formules et thèmes souvent originaux. Elles travaillent chaque année sur un ensemble de « questions à l'étude des loges », qui sont définies et votées chaque année par le convent et portent sur divers sujets de sociétés, de symbolisme ou de philosophie. La synthèse des travaux des loges fait l'objet d'une publication annuelle mise à disposition du « monde profane ».
Le respect de la tradition va de pair avec la prospective. Le symbolisme des rituels se veut dépositaire d'autres manières de percevoir le monde. La méthode de travail proposée aux maçons est originale et propose un travail individuel et collectif. Les éléments les plus connus de cette méthode symbolique sont : l'équerre, le compas et la règle, qui renvoient les maçons à des valeurs symboliques élémentaires et facilitent la recherche philosophique autant que la recherche d'une humanité meilleure.

### Activités publiques

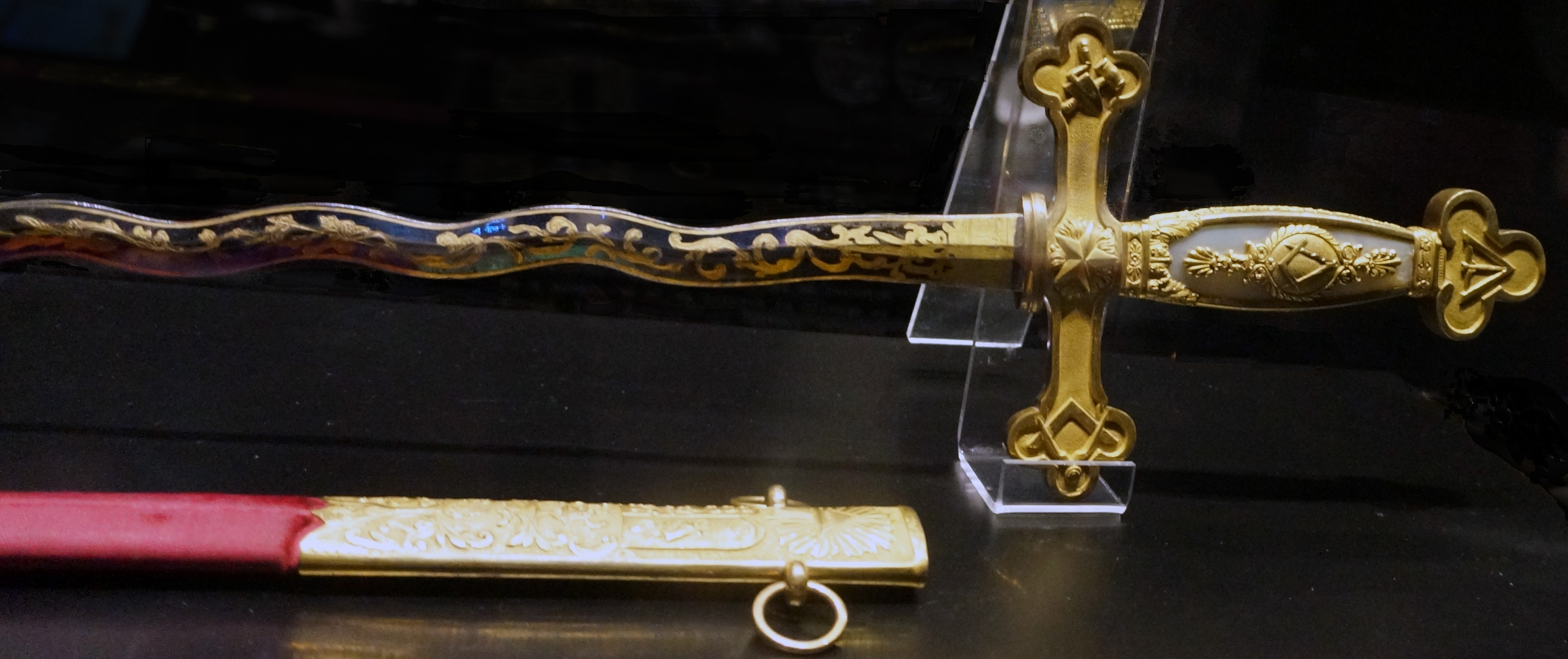
Détail de l'épée flamboyante de La Fayette (France, XVIIIe siècle). Paris, musée de la Franc-maçonnerie.

Depuis le début des années 2000, le Grand Orient fait le choix d'une politique d’extériorisation et d'ouverture au « monde profane », destinée à faire connaitre son point de vue et à faire reculer l'anti-maçonnisme. C'est également au travers du musée de la Franc-maçonnerie, situé dans les locaux de son siège à Paris, que le Grand Orient de France extériorise son histoire. Créé en 1889, victime de spoliations sous l’Occupation, ouvert au grand public en 1973, le musée a progressivement reconstitué ses collections. Il bénéficie depuis 2003 de l'appellation « musée de France », délivrée par le ministère de la Culture. Les spécificités et les évolutions de la franc-maçonnerie ont laissé une empreinte qui se retrouve dans l’importance de l’iconographie et des objets préservés à travers le temps, dont le musée est dépositaire. Son but est de témoigner de l’influence maçonnique sur l’évolution de la société, de la citoyenneté et de la modernité. Pour ce faire, le musée de la franc-maçonnerie a bénéficié de plus de 900 000 euros d'aides publiques.
Le GODF édite au travers de la société Conform Éditions, les revues maçonniques : Humanisme créée en 1955 et dédiée aux sujets historiques et aux analyses sociétales. La Chaîne d'union, dédiée au symbolisme et aux autres philosophies « initiatiques » de par le monde. Elle traite aussi de toutes les formes d'expressions culturelles sous l'angle de la réflexion symbolique. Les Chroniques d'histoire maçonnique axées plus spécifiquement autour de la « micro-histoire » de la maçonnerie spéculative. Les chroniques sont rédigées à l'attention des chercheurs et des « curieux » d’historiographie maçonnique. Enfin, Horizons maçonniques est la publication annuelle de la synthèse des questions à l'étude de loges.
Le 1er mai de chaque année, le Grand Orient de France s'affiche publiquement pour rendre hommage aux martyrs de la Commune de Paris et aux nombreux francs-maçons qui tombèrent sous les balles de Versaillais durant la Semaine sanglante, qui mit fin dans un bain de sang à l'insurrection parisienne. Le rassemblement a lieu principalement devant le mur des Fédérés dans le cimetière du Père-Lachaise à Paris.